# Llupia
Llupia é uma comuna francesa na região administrativa da Occitânia, no departamento dos Pirenéus Orientais. Estende-se por uma área de 6.88 km², com 2.006 habitantes, segundo o censo de 2018, com uma densidade de 290 hab/km².